# Strejken paa den gamle Fabrik
|  | Denne artikel er oprettet af botten PalnaBot ud fra en ekstern database. Den kan derfor have sproglige fejl eller mangler. Denne skabelon kan fjernes efter kontrol af indholdet. |

Strejken paa den gamle Fabrik er en stumfilm fra 1913 instrueret af Robert Dinesen efter manuskript af Irma Strakosch.